# Banker Brothers Company
Banker Brothers Company war ein US-amerikanischer Händler für Automobile sowie ein Kraftfahrzeughersteller.

## Unternehmensgeschichte
Die Brüder Banker leiteten das Unternehmen aus Pittsburgh in Philadelphia. Es war ursprünglich ein Händler für Fahrräder. 1895 entstand ein Automobil. Ab etwa 1902 wurden Fahrzeuge von Crestmobile, Daimler, St. Louis, Toledo und Waverley vertrieben. 1905 stellte das Unternehmen motorisierte Fahrzeuge für Kinder her, die als Banker Juvenile vermarktet wurden. Als Autohandel existierte das Unternehmen noch weiter.

## Fahrzeuge
Der Personenkraftwagen von 1895 blieb ein Prototyp. Er hatte einen Ottomotor vom Typ Kane-Pennington mit 2 PS Leistung.
Das Kinderauto von 1905 hatte einen Elektromotor von Westinghouse mit 1,1 kW (1,5 PS) Leistung. Es war 132 cm lang und 99 cm breit. Die Höchstgeschwindigkeit war mit 19 km/h angegeben, konnte aber gedrosselt werden.